# Hypochrysops piceata
Hypochrysops piceata är en fjärilsart som beskrevs av Kerr, Macqueen och Sands 1969. Hypochrysops piceata ingår i släktet Hypochrysops och familjen juvelvingar. Inga underarter finns listade i Catalogue of Life.